# Toquí d'Apurímac
El toquí d'Apurímac (Atlapetes forbesi) és un ocell de la família dels passerèl·lids (Passerellidae). És endèmic de Perú.

## Descripció
És l'únic toquí peruà amb ventre color ocre i cap negre. Mesura uns 18,5 cm. Té el dors gris fosc i el pit i el ventre gris més clar. El cap és vermellós amb negre al voltant de l'ull. També té una franja malar blanca i taques blanques al front. S'alimenta a matolls andins i boscos de Polylepis. El distribució del toquí d'Apurímac no se superposa amb el toquí cap-roig (Atlapetes forbesi) ni amb el toquí arlequí (Atlapetes melanopsis). Les vocalitzacions inclouen vívids trinats descendents i una sèrie irregular de sons curts i aguts.

## Hàbitat i distribució
Habita la selva humida als vessants dels Andes del sud d'aquest país en elevacions que oscil·len entre 2700 i 4100 m.

## Etimologia
El nom «Atlapetes» deriva del grec antic “Atles” que en la mitologia grega va ser un tità que va ser convertit en una muntanya. «Pets» deriva també del grec antic i significa “ocell”. L'epítet «forbesi» és en honor a Sir Victor Courtenay Walter Forbes (1889-1958) Diplomàtic britànic a Mèxic, Espanya i Perú.